# أحسن أب (مسلسل)
أحسن أب مسلسل تلفزيوني مصري كوميدي من تأليف  أحمد محيي ومحمد المحمدي وإخراج معتز التوني.

## قصة المسلسل
تدور قصة مختار  علي ربيع لص فاشل، يعرف بأمر مسابقة جديدة تنعقد في أحد الفنادق تحت عنوان (أحسن أب)، ويقرر أن يضع الخطة من أجل سرقة أموال الجائزة، ويستعين بطفل متسول في هذه العملية.

## الممثلون
- علي ربيع
- هاجر أحمد
- أحمد فتحي
- سامي مغاوري
- أحمد جمال سعيد
- جيهان خليل
- خالد عليش
- إبرام سمير
- كريم حسين
- مراد مكرم
- عماد رشاد

## وصلات خارجية
- أحسن أب على موقع قاعدة بيانات الأفلام العربية
- أحسن أب على موقع ليتربوكسد (الإنجليزية)
- أحسن أب على موقع قاعدة بيانات الفيلم (الإنجليزية)